# Fabio Barovero
Fabio Barovero (Torino, 14 agosto 1966) è un musicista e compositore italiano, membro fondatore del gruppo dei Mau Mau.

## Biografia
Nella seconda metà degli anni ottanta si fa conoscere grazie ad una speciale menzione dalla Fondazione "Russolo Pratella" per la composizione Piombo per Teufels Garten, concerto e sonorizzazione presso la Mostra d'Arte Contemporanea "Hic sunt Leones" di Torino. Con l'amico Luca Morino partecipa, suonando la fisarmonica, all'avventura dei Loschi Dezi, una folk band molto attiva nell'underground torinese. L'esperienza è la base per la fondazione dei Mau Mau, in cui le atmosfere piemontesi del connubio con Luca Morino si fondono con i ritmi africani di Tatè Nsongan. Il trio forma una delle più conosciute band italiane nel panorama della World Music.
Nel 1996 organizza "Sport e Lumière", spettacolo inaugurale del Festival del Cinema Sportivo presso il Teatro Regio di Torino. Nel 1997 fonda con Roy Paci i Banda Ionica. Nel 1999 produce e cura insieme a Davide Ferrario di un workshop a Sarajevo dal titolo "Se non ci fossero le canzoni impazzirei". Nel 2000 fonda il gruppo Banda Maulera, una sorta di versione "da strada" dei Mau Mau. Con questa banda organizza eventi in piazza e partecipa agli album di Africa Unite, La Crus, Ivano Fossati.
Nel 2003, sfruttando una pausa nella produzione dei Mau Mau pubblica con il nome Vero l'album Preghiere. Nello stesso anno suona in scena con la Compagnia del Teatro dell'Elfo di Milano le musiche di Sdisorè, spettacolo  teatrale con Ferdinando Bruni. Nel 2005 è stato premiato con il Nastro d'argento per la miglior colonna sonora riferita al film La febbre di Alessandro D'Alatri con Fabio Volo nei panni del protagonista. È anche autore di musiche per spot (Lavazza) e, con il patrocinio del Museo del Cinema di Torino, ha realizzato le musiche che accompagnano Blackmail, un film muto di Alfred Hitchcock del 1929. È il compagno della cantante Saba Anglana.

## Discografia

### Album
- 2002 Preghiere
- 2010 Sweet limbo

## Colonne sonore
- Nero di Giancarlo Soldi - Mau Mau (1995)
- Se devo essere sincera (colonna sonora del film di Davide Ferrario) (2004)
- Dopo mezzanotte (colonna sonora del film di Davide Ferrario) - Banda Ionica - Banda di Avola (2004)
- Sotto il sole nero di Enrico Verra - Mau Mau (2005)
- La febbre (colonna sonora del film di Alessandro D'Alatri) - Banda Ionica (2005)
- Provincia meccanica (colonna sonora del film di Stefano Mordini) (2005)
- Tutta colpa di Giuda (colonna sonora del film di Davide Ferrario) (2009)
- La luna su Torino (colonna sonora del film di Davide Ferrario) (2013)
- Il testimone invisibile, regia di Stefano Mordini (2018)
- Lasciami andare, regia di Stefano Mordini (2020)